# Leptotyphlops rostratus
Leptotyphlops rostratus este o specie de șerpi din genul Leptotyphlops, familia Leptotyphlopidae, descrisă de Bocage 1886. Conform Catalogue of Life specia Leptotyphlops rostratus nu are subspecii cunoscute.